# Lansac (Pyrénées-Orientales)
Lansac (okzitanisch Lançac) ist eine französische Gemeinde mit 91 Einwohnern (Stand 1. Januar 2022) im Département Pyrénées-Orientales in der Region Okzitanien. Sie gehört zum Arrondissement Prades und zum Kanton La Vallée de l’Agly.

## Lage
Das Gemeindegebiet ist Teil des Regionalen Naturparks Corbières-Fenouillèdes.
Nachbargemeinden von Lansac sind Lesquerde im Norden, Rasiguères im Osten, Caramany im Süden und Saint-Arnac im Westen.

## Bevölkerungsentwicklung
| Jahr      | 1962 | 1968 | 1975 | 1982 | 1990 | 1999 | 2013 |
| Einwohner | 95   | 117  | 86   | 80   | 79   | 76   | 110  |